# Прігніц (район)
Прігніц (нім. Landkreis Prignitz) — район у Німеччині, у землі Бранденбург. Центр району — місто Перлеберг. Площа - 2 123 км². Населення району становить 76 096 осіб (станом на 31 грудня 2020). Щільність населення — 39 осіб/км². Офіційний код району 12 0 70.

## Міста та громади
Район складається з трьох самостійних міст, чотирьох самостійних громад, а також чотирьох міст і 15 громад (нім. Gemeinden), об'єднаних у чотири об'єднання громад (нім. Ämter).
Дані про населення наведені станом на 31 грудня 2020. Зірочкою (*) позначений центр об'єднання громад.
|  | Самостійні міста: 1. Віттенберге (16862) 2. Перлеберг (12035) 3. Пріцвальк (11870) Самостійні громади: 1. Грос-Панков (3808) 2. Гумтов (3312) 3. Карштедт (5944) 4. Платтенбург (3270) | Об'єднання громад: 1. Бад-Вільснак/Вайзен (6091) 1. Бад-Вільснак, місто * (2553) 2. Брезе (1488) 3. Вайзен (990) 4. Легде/Квітцебель (606) 5. Рюштедт (454) 2. Ленцен-Ельбталауе (3953) 1. Кумлозен (720) 2. Ланц (705) 3. Ленцен, місто * (2075) 4. Ленцервіше (453) 3. Маєнбург (4170) 1. Галенбек-Рольсдорф (499) 2. Гердсгаген (484) 3. Кюммерніцталь] (377) 4. Маєнбург, місто * (2111) 5. Маріенфліс (699) 4. Путліц-Берге (4781) 1. Берге (743) 2. Гюліц-Рец (454) 3. Піров (425) 4. Путліц, місто * (2654) 5. Трігліц (505) |

## Населення
| Рік  | Населення |
| ---- | --------- |
| 1990 | 109.435   |
| 1991 | 105.987   |
| 1992 | 104.690   |
| 1993 | 103.740   |
| 1994 | 102.650   |
| 1995 | 101.421   |
| 1996 | 100.422   |
| 1997 | 99.024    |
| 1998 | 98.205    |
| 1999 | 97.076    |

| Рік  | Населення |
| ---- | --------- |
| 2000 | 95.701    |
| 2001 | 94.015    |
| 2002 | 92.646    |
| 2003 | 91.214    |
| 2004 | 89.792    |
| 2005 | 88.340    |
| 2006 | 87.221    |
| 2007 | 85.705    |
| 2008 | 84.284    |
| 2009 | 83.086    |

| Рік  | Населення |
| ---- | --------- |
| 2010 | 82.023    |
| 2011 | 79.574    |
| 2012 | 78.799    |
| 2013 | 77.993    |
| 2014 | 77.550    |
| 2015 | 77.573    |